# 1971 في مصر
فيما يلي قوائم الأحداث التي وقعت خلال عام 1971 في مصر.

## سياسة

### انتهاء فترة المنصب
- 26 مارس – أحمد عصمت عبد المجيد سفير مصر لدى فرنسا.

## أفلام
من الأفلام التي صدرت هذه السنة في مصر:
- 1 يناير – أختي من إخراج هنري بركات.
- 1 يناير – امرأة ورجل من إخراج حسام الدين مصطفى.
- 1 يناير – ثرثرة فوق النيل من إخراج حسين كمال.
- 1 يناير – خطيب ماما من إخراج فطين عبد الوهاب.
- 1 يناير – زوجتي والكلب من إخراج سعيد مرزوق.
- 1 يناير – فجر الإسلام من إخراج صلاح أبو سيف.
- 8 مارس – شباب في عاصفة
- 26 أبريل – مذكرات الآنسة منال
- 12 يوليو – رحلة لذيذة من إخراج فطين عبد الوهاب.
- 13 سبتمبر – الخيط الرفيع من إخراج هنري بركات.
- 15 نوفمبر – المتعة والعذاب من إخراج نيازي مصطفى.
- 15 نوفمبر – مدرستي الحسناء من إخراج إبراهيم عمارة.
- 13 ديسمبر – البيوت أسرار

## مواليد

### يناير
- 1 يناير – ميدو حمادة[1]
- 4 يناير – هيثم فاروق أبو علو لاعب كرة قدم مصري.

### أبريل
- 1 أبريل – طارق مصطفى لاعب كرة قدم مصري.

### يوليو
- 23 يوليو – أحمد عز ممثل مصري.

### أغسطس
- 5 أغسطس – أحمد أيوب لاعب كرة قدم مصري.
- 18 أغسطس – إبراهيم المصري لاعب كرة قدم مصري.
- 21 أغسطس – فتحي عبد الوهاب مصطفى شعبان.

### أكتوبر
- 27 أكتوبر – وليد صلاح الدين لاعب كرة قدم مصري.

### نوفمبر
- 26 نوفمبر – عمرو سعد ممثل مصري.

## وفيات

### يناير
- 1 يناير – عبد الرزاق السنهوري (مواليد 1895) حقوقي مصري.[2]
- 1 يناير – عيد أبو جرير (مواليد 1910)

### مارس
- 9 مارس – كيرلس السادس (مواليد 1902) قس مصري.[3]

### أكتوبر
- 22 أكتوبر – هاملتون جب (مواليد 1895)